# Строков, Фёдор Николаевич
Фёдор Николаевич Строков (1886—1947) — советский учёный в области химии.
Опубликовал выше 50 научных работ и получил более 20 авторских свидетельств.

## Биография
Родился 6 февраля 1886 года в г. Курск. В 1912 году окончил Санкт-Петербургский императорский университет по физико-математическому факультету с дипломом первой степени ( ЦГИА СПб. Ф.14. Оп.3. Д.42340. Строков Федор Николаевич. 1904, ЦГИА СПб. Ф.1157. Оп.1. Д.1240. Строков Федор Николаевич. 07.02.1913–07.12.1913) . При выпуске выполнил под руководством российского химика Л. А. Чугаева дипломную работу, за которую ему была присвоена учёная степень кандидата естественных наук.
По окончании института работал на одном из заводов в Петербурге, затем его деятельность была связана с испытанием и созданием взрывчатых веществ.
В 1926 году начал работать в Ленинграде в Государственном институте прикладной химии (ГИПХ, ныне ФГУП РНЦ «Прикладная химия»), где под руководством А. А. Яковкина совместно с И. С. Лилеевым и В. А. Мазелем разрабатывал технологию производства глинозема из тихвинских бокситов. Конкретно изучал методы выщелачивания алюминатных спеков и кальцинации гидроксида алюминия.
Исследования процесса переработки нефелина на глинозём и попутные продукты, проведённые в ГИПХ, продолжил в 1935 году в НИИСАлюминий (позже Всесоюзный Алюминиево-Магниевый Институт — ВАМИ), где заведовал нефелиновой лабораторией и был заместителем директора.
Кроме главных работ в области нефелиновых продуктов Строков уделял большое внимание вопросам получения фтористого натрия и криолита, проводил исследования по замене соды сульфатом натрия в производстве глинозёма.
Умер в 1947 году. Похоронен на Шуваловском кладбище Санкт-Петербурга.
В РГИА имеются документы, относящиеся к Н. Ф. Строкову.

## Награды
- Ленинская премия (1957 год) — за разработку и промышленное освоение метода комплексной переработки нефелинового сырья на глинозём, содопродукты и цемент.
- Орден «Знак Почёта» (1944).